# Химна Јерменије
Наша отаџбина (јерменски: Մեր Հայրենիք, Мер хајреник) је национална химна Јерменије, која је 1. јула 1991. године заменила дотадашњу „Републичку химну јерменске ССР“. Мер хајреник је првобитно, са измењеним стиховима, користила Демократска република Јерменија од 1918. до 1920. године.
Текст ове песме (химне) је написао Микаел Налбандјан (1829-1866), а музику накнадно компоновао Барсег Каначјан (1885-1967).

## Стихови
| Јерменски оригинал | Латинички приказ | Превод на српски |
| Մեր Հայրենիք, ազատ, անկախ Որ ապրէլ է դարէ դար Իւր որդիքը արդ կանչում է Ազատ՝ անկախ Հայաստան։ Ահա՝ եղբայր, քեզ մի դրօշ՝ Որ իմ ձեռքով գործեցի Գիշերները ես քուն չեղայ՝ Արտասուքով լուացի։ Նայիր նրան երեք գոյնով՝ Նուիրական մէր նշան՝ Թող փողփողի թշնամու դէմ՝ Թող միշտ պանծայ Հայաստան։ Ամենայն տեղ մահը մի է Մարդ մի անգամ պիտ՚ մեռնի՝ Բայց երանի՚ որ իւր ազգի Ազատութեան կը զոհուի։ | Mer Hajernik, azat ankax, Vor aprel e daredar Jur vordikë ard kančum e, Azat, ankax Hajastan. Aha jeģbajr kez mi droš, Vor im źerkov gorceci, Gišernerë jes kun čeģa, Artasunkov lvaci. Najir nran jerek gujnov, Nvirakan mer nšan, Toģ poģpoģi tšnamu dem, Toģ mišt panca Hajastan. Amenajn teģ mahë mi e Mard mi ankam pit merni, Bajc jerani vor jur azgi Azatutjan kzohvi. | Домовина наша, слободна и независна, Из века у век жива је Што је деца њена зову Слободна и независна Јерменија Ево теби, брате застава, Коју сам рукама сашио Коју сам у бесаним ноћима Сузама испирао Погледај те три боје, Ти су нам знаци подарени, Нек заслепи све непријатеље, Нек Јерменија вечна бива. Смрт је свуд иста Свако једном умире Али благословен је онај Који жртву своју народу посвети! |